# Aaron Arrowsmith
Aaron Arrowsmith (1750 – 1823), foi um cartógrafo inglês, gravurista, editor e membro fundador da família de geógrafos Arrowsmith.
Arrowsmith mudou-se do vilarejo de Winston, no condado de Durham, para Soho Square, Londres, aos vinte anos de idade, e trabalhou para os cartógrafos John Cary (c. 1754-1835) e William Faden (1750-1836). Por volta de 1810, tornou-se hidrógrafo do príncipe de Gales e posteriormente do rei, em 1820.
Em janeiro de 1790, Arrowsmith ficou famoso por ter feito um grande mapa-mundi na projecção de Mercator. Quatro anos mais tarde ele publicaria outro grande mapa-mundi na projeção globular, acompanhado de um volume explicativo. Os mapas da América do Norte (1796) e Escócia (1807) são os mais célebres das suas inúmeras produções posteriores.
Arrowsmith deixou dois filhos, Aaron e Samuel, seu filho mais velho, que mais tarde compilaria o Atlas Comparativo Eton e um atlas bíblico, além de vários manuais de geografia. Os negócios da família Arrowsmith foram, então, levados adiante por John Arrowsmith (1790-1873), sobrinho mais velho de Aaron.

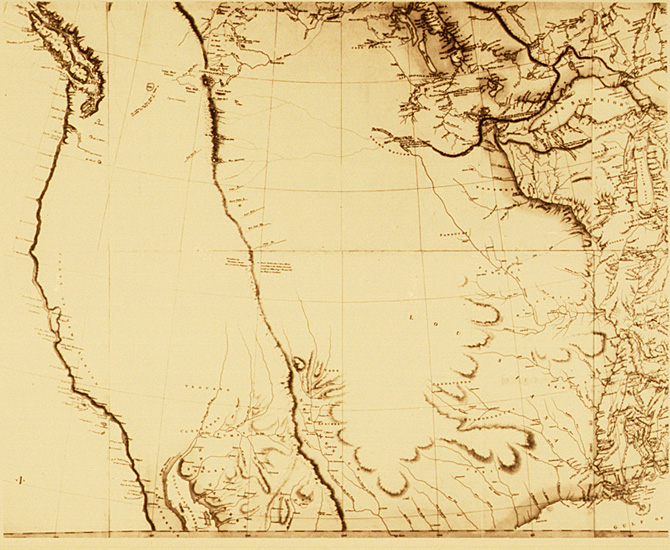
Um Mapa que Exibe Todas as Novas Descobertas pelo Interior da América do Norte, feito pelos Arrowsmith em 1 de janeiro de 1795.

Em 1821, eles publicaram uma mapa mais completo da América do Norte por meio de uma combinação de mapas obtidos da Companhia da Baía de Hudson e de outros mapas de Aaron. Em 1834, John publicou seu London Atlas, o melhor conjunto de mapas produzidos na época. Na sequência do atlas, foi publicada uma série de mapas bem elaborados e cuidadosamente traçados da Austrália, Américas, África e da Índia, este último especialmente valioso. Em 1863, John receberia a medalha de ouro da Royal Geographical Society, da qual foi um dos membros fundadores.
Seus mapas eram muito numerosos, e o capricho e acabamento com que eram feitos deu-lhe uma vasta reputação, a qual, entretanto, numa análise mais profunda, não se sustentou. Arrowsmith foi um grande colecionador industrial de matérias, mas ele não foi tão criterioso na sua utilização, e ainda que, em vários aspectos, úteis e meritórios, seus mapas contêm muitos erros essenciais e de grandes proporções.
O Monte Arrowsmith, situado ao leste de Port Alberni, na Ilha Vancouver, pertencente à Colúmbia Britânica, possui esse nome em homenagem a Aaron Arrowsmith e seu sobrinho John Arrowsmith.

## Mapas publicados

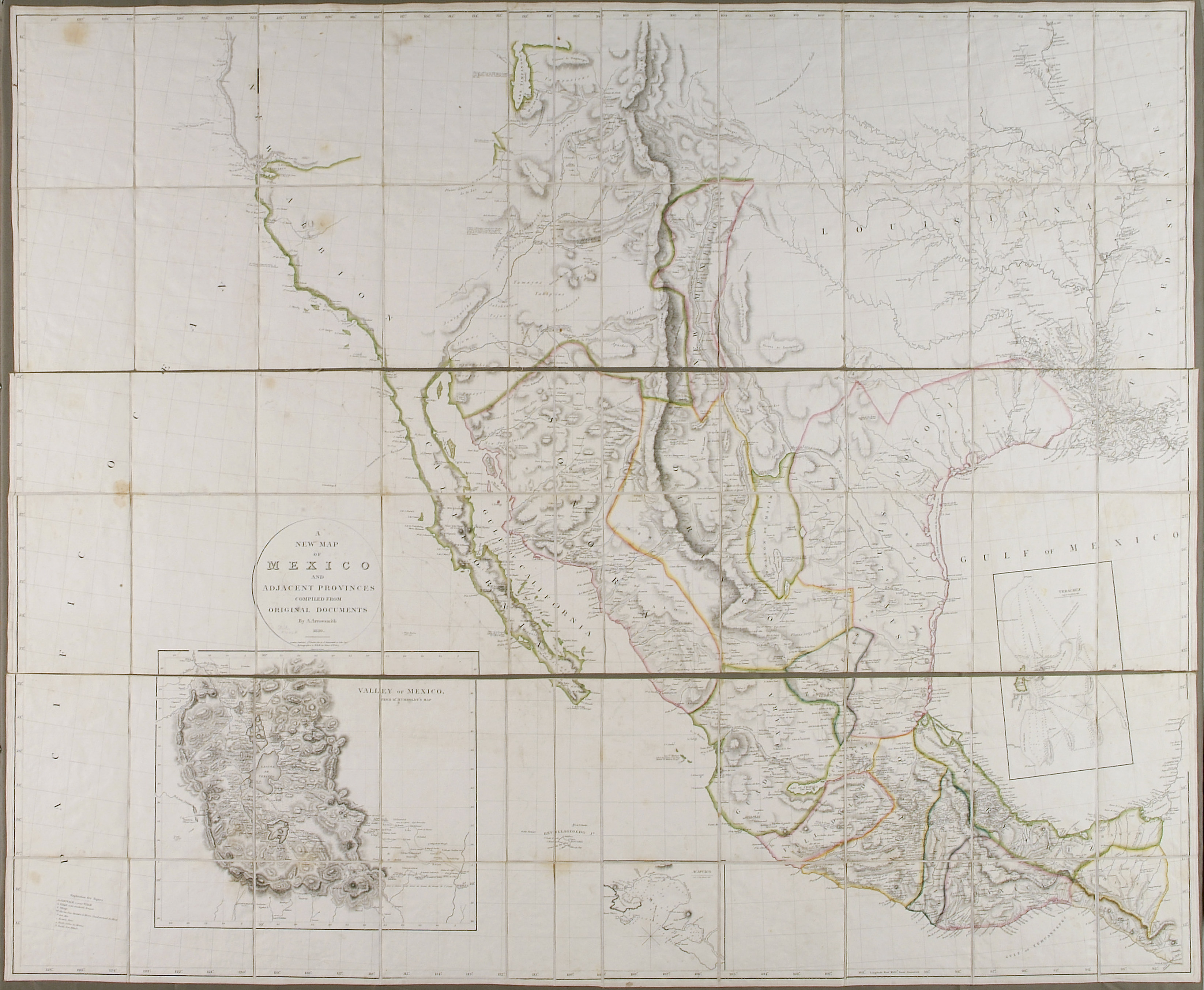
Arrowsmith, A New Map of Mexico and Adjacent Provinces, 1810

- Cartas do mundo na projeção de Mercator, as quais exibem todas as novas descobertas da atualidade: com as rotas dos mais distintos navegadores desde o ano 1700, cuidadosamente coletadas das melhores cartas, mapas, viagens, dentre outros existentes, 1790 (8 folhas)
- Um Mapa que Exibe Todas as Novas Descobertas pelo Interior da América do Norte, 1 de janeiro de 1795 (outras edições em 1801, 1802, 1804 e 1816 apresentam estradas)
- Carta do Pacífico Sul, 1798
- Um Novo Mapa da África, 1802
- Carta das Índias Ocidentais e Domínios Espanhóis na América do Norte, 1803 (4 folhas)
- Um Novo Mapa do México e Províncias Adjacentes Compilado a partir de Documentos Originais, 1810 (4 folhas)
- Mapa dos Países ao Redor do Pólo Norte, 1818
- Mapa Ogden (América do Norte), 1821 (2ª edição: 1834)